# Хагис
Хагис (на английски: haggis) е традиционно шотландско ястие. Представлява ароматна саздърма от агнешки дреболии, подобна на българския бахур.
Произходът му обаче трябва да се търси още в древна Гърция – споменат е в произведението на Аристофан „Облаците“ през 423 г. пр.н.е.
Шотландският хагис се приготвя от овесено брашно и нарязани на дребно вътрешности като сърце, черен и бял дроб. Сместа се овкусява с лук и ароматни подправки и се натъпква в стомаха на овца. След това се вари няколко часа и е готова за консумация.
Заради пълнежа от карантия продажбата на хагис е забранена в някои страни.

## Вегетариански хагис
Вегетарианският хагис се предлага за първи път в търговската мрежа през 1984 г. и сега представлява между 25% и 40% от продажбите на хагис.  Той се приготвя от различни варива, ядки и зеленчуци. Могат да бъдат включени овес и ечемик, както и различни видове леща, грах, боб адзуки, фасул, боб борлоти, фъстъци, ядки и гъби, лук и моркови. 